# Лі Цзінцзін (веслувальниця)
Лі Цзінцзін (нар. 15 червня 1994) — китайська веслувальниця, бронзова призерка Олімпійських ігор 2020 року.

## Виступи на Олімпіадах
| Олімпіада  | Дисципліна | Місце |
| ---------- | ---------- | ----- |
| Токіо 2020 | вісімки    | 3     |

## Зовнішні посилання
- Лі Цзінцзін [Архівовано 30 липня 2021 у Wayback Machine.] на сайті FISA.

1. 1 2  https://web.archive.org/web/20210802165902/https://olympics.com/tokyo-2020/olympic-games/en/results/rowing/athlete-profile-n1311484-li-jingjing.htm